# Carl Borromäus Andreas Ruthart
Carl Borromäus Andreas Ruthart, född 1630, död 1703, var en tysk målare. 

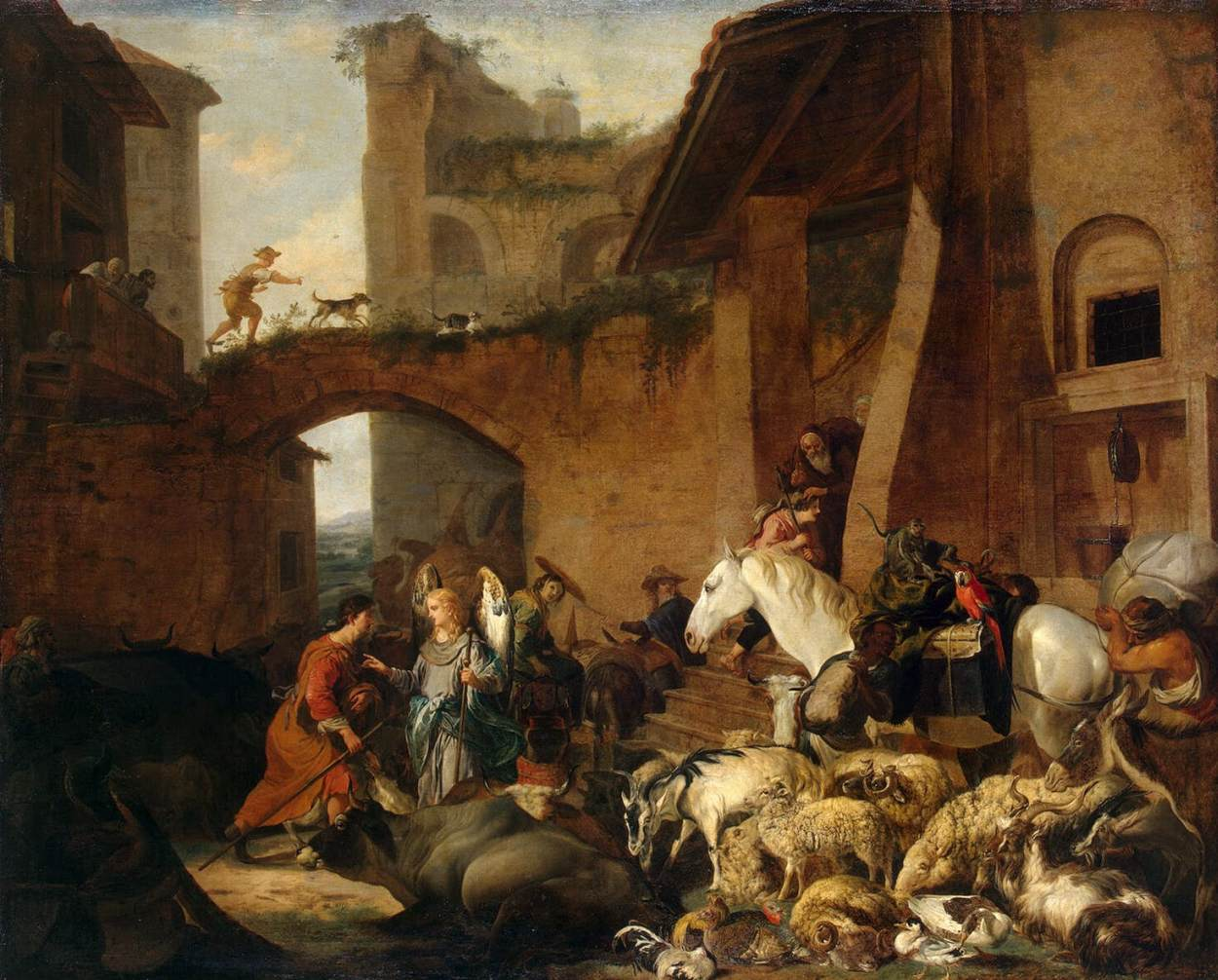
Carl Borromäus Andreas Ruthart - Story of Tobias

Ruthart var medlem av Lukasgillet i Antwerpen 1663–1664, vistades 1664 i Regensburg och 1672 i Venedig. Han blev munk och dog sannolikt i Rom. Ruthart målade egentligen jakt och vilda djur, men på slutet även kyrkliga bilder. Dessutom finns av honom några historiska målningar, David kallas till kung (i Oldenburg) samt Circe och Odysseus (i Dresden). Av hans djurstycken kan nämnas Hetsade hjortar och Strid mellan björnar och hundar (i Dresden), Vilande villebråd och Hjort söndersliten av leoparder (i Palazzo Pitti, Florens), Björnjakt (i Louvren) samt flera i Wiens privatsamlingar. I Sveriges Nationalmuseum finnas Vilda djur i en bergsklyfta, Hjortjakt och Tre vilande hjortar (1665). Han efterlämnade även några sällsynta raderingar. Ruthart är representerad vid bland annat Nationalmuseum i Stockholm.